# 1976년 하계 올림픽
1976년 하계 올림픽(영어: 1976 Summer Olympics, The Games of the XXI Olympiad, 프랑스어: Jeux olympiques d'été de 1976)은 1976년 7월 17일부터 8월 1일까지 캐나다 퀘벡주 몬트리올에서 개최된 제21회 하계 올림픽이다. 1970년 모스크바와 로스앤젤레스를 제치고 개최권을 획득하였다. 이 대회에서 대한민국 최초의 금메달리스트(레슬링 양정모)가 탄생하였고 또한 최초의 구기종목 첫 메달리스트이자 여성 메달리스트(여자 배구 대표팀)가 탄생했다.

## 투표 결과
1970년 5월 12일, 네덜란드 암스테르담에서 열린 IOC 총회에서 캐나다 몬트리올로 결정되었다.
| 후보 도시    | NOC    | 1차 투표 | 2차 투표 |
| 몬트리올     | 캐나다 | 25       | 41       |
| 모스크바     | 소련   | 28       | 28       |
| 로스앤젤레스 | 미국   | 17       |          |

## 참가국

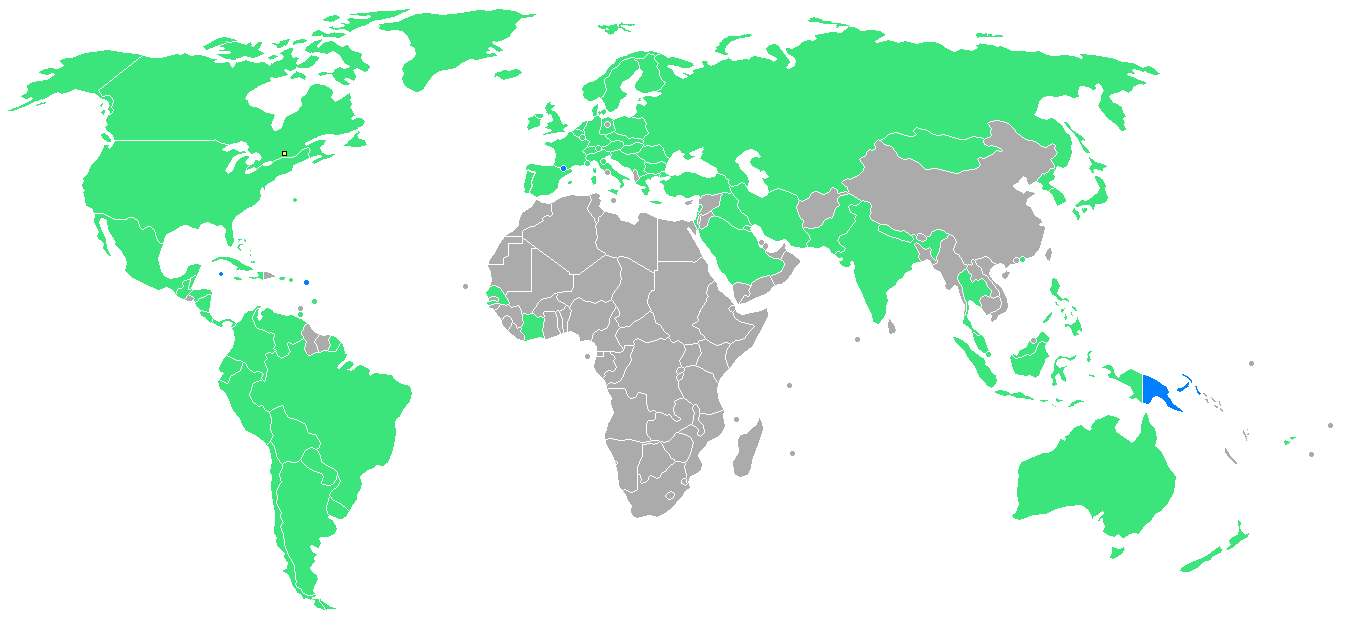
1976년 하계 올림픽 참가국

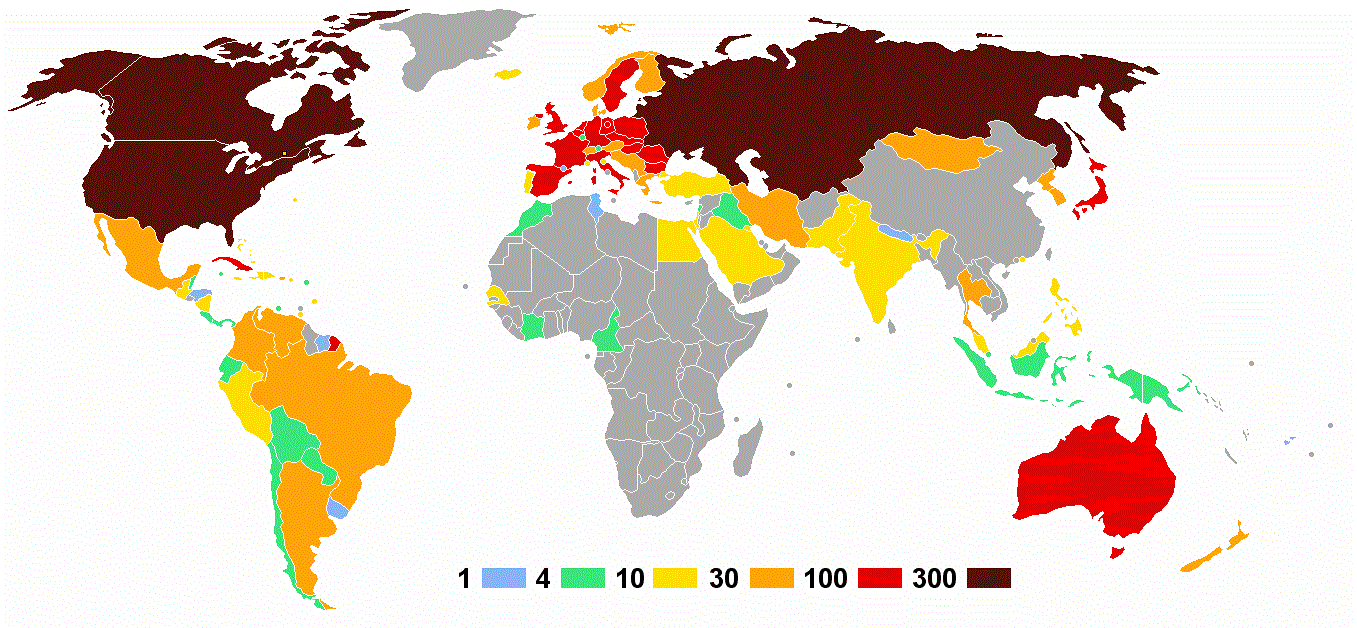
참가국들이 파견한 선수단의 인원 수

안도라, 앤티가 바부다, 케이맨 제도, 파푸아뉴기니 4개국이 처음으로 하계 올림픽에 참가했다. 1976년 하계 올림픽 참가국과 인원은 다음과 같다.
| 참가국 및 인원 목록 |
| --- |
| - 안도라 (3) - 앤티가 바부다 (9) - 아르헨티나 (70) - 오스트레일리아 (182) - 오스트리아 (60) - 바하마 (10) - 바베이도스 (10) - 벨기에 (106) - 벨리즈 (4) - 버뮤다 (22) - 볼리비아 (4) - 브라질 (81) - 불가리아 (160) - 카메룬 (4) - 캐나다 (391) (개최국) - 케이맨 제도 (4) - 칠레 (7) - 콜롬비아 (34) - 코스타리카 (5) - 코트디부아르 (8) - 쿠바 (150) - 체코슬로바키아 (150) - 덴마크 (69) - 도미니카 공화국 (11) - 에콰도르 (5) - 이집트 (29) - 피지 (2) - 핀란드 (89) - 프랑스 (213) - 동독 (274) - 서독 (289) - 영국 (249) - 그리스 (37) - 과테말라 (29) - 아이티 (12) - 온두라스 (3) - 홍콩 (25) - 헝가리 (183) - 아이슬란드 (14) - 인도 (26) - 인도네시아 (7) - 이란 (84) - 아일랜드 (46) - 이스라엘 (26) - 이탈리아 (221) - 자메이카 (20) - 일본 (215) - 조선민주주의인민공화국 (41) - 대한민국 (50) - 쿠웨이트 (14) - 레바논 (4) - 리히텐슈타인 (6) - 룩셈부르크 (8) - 말레이시아 (23) - 멕시코 (99) - 모나코 (10) - 몽골 (33) - 모로코 (9) - 네팔 (1) - 네덜란드 (103) - 네덜란드령 안틸레스 (4) - 뉴질랜드 (84) - 니카라과 (14) - 노르웨이 (68) - 파키스탄 (24) - 파나마 (8) - 파푸아뉴기니 (5) - 파라과이 (6) - 페루 (13) - 필리핀 (14) - 폴란드 (224) - 포르투갈 (19) - 푸에르토리코 (81) - 루마니아 (157) - 산마리노 (10) - 사우디아라비아 (19) - 세네갈 (23) - 싱가포르 (4) - 소련 (412) - 스페인 (115) - 수리남 (3) - 스웨덴 (122) - 스위스 (54) - 태국 (43) - 트리니다드 토바고 (12) - 튀니지 (17) - 튀르키예 (27) - 미국 (403) - 우루과이 (9) - 베네수엘라 (31) - 미국령 버진아일랜드 (18) - 유고슬라비아 (90) |

다음은 개막식에 참가하였으나, 나중에 보이콧에 동참하면서 기권한 나라들이다.
- 가이아나
- 말리
- 스와질란드

## 불참한 국가들

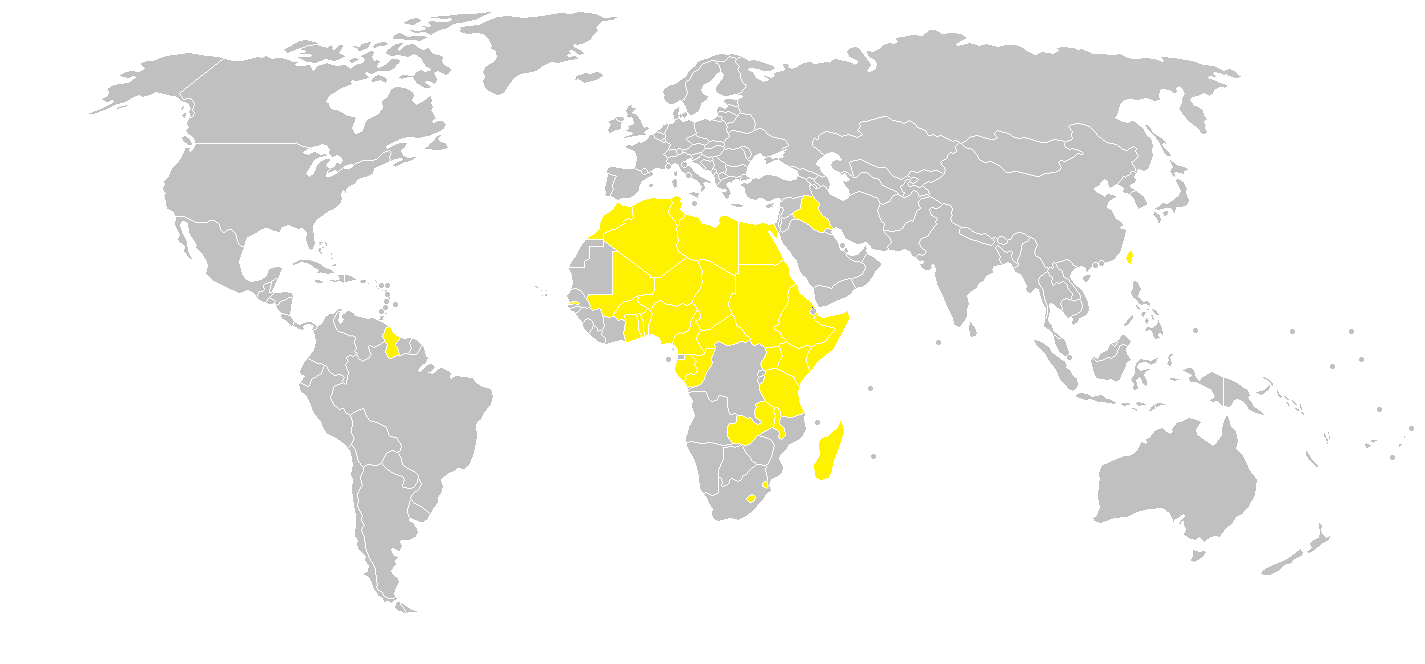
1976년 하계 올림픽 보이콧 국가들

1976년 초반에 뉴질랜드 럭비 유니언 국가대표팀이 아파르트헤이트라고 부르는 인종 차별 정책을 고수하고 있던 남아프리카 공화국을 방문하여 친선 럭비 경기를 진행하자 아프리카 국가들이 뉴질랜드에 대한 제재 조치를 취할 것을 요구하였지만 국제 올림픽 위원회(IOC)는 럭비가 당시 올림픽 정식 종목이 아니었기 때문에 제재할 권한이 없다며 뉴질랜드의 올림픽 참가를 허용하였다. 이에 아프리카의 여러 국가들이 IOC의 결정에 대한 항의의 표시로 해당 대회를 보이콧하여 참가국이 지난 대회에 비해 크게 줄어들게 되었다. 카메룬, 이집트, 모로코, 튀니지는 대회 초반에만 잠깐 참가했다가 보이콧에 동참하였다. 또한 가이아나, 말리, 스와질란드(현 에스와티니)는 개막식에는 참석했지만 나중에 보이콧에 동참하면서 기권했다. 보이콧에 동조하지 않은 아프리카 국가는 세네갈, 코트디부아르 뿐이었다. 또한 아프가니스탄, 알바니아, 버마, 이라크, 가이아나, 스리랑카, 시리아도 아프리카 국가들이 주도한 보이콧에 동참했다.
1970년에 중화인민공화국을 정식 승인하고 외교 관계를 수립한 캐나다의 피에르 트뤼도 정부는 중화인민공화국과의 외교 관계, 하나의 중국 원칙을 이유로 대만 선수단이 1976년 몬트리올 하계 올림픽에서 중화민국이라는 국호, 국기, 국가를 사용하는 것을 허용할 수 없다고 밝혔다. 이 때문에 캐나다 정부의 조치가 스포츠와 정치를 분리한 규정에 위배된다는 논란이 일었다. 이에 캐나다 정부는 중화민국이 아닌 대만이라는 국호를 사용하는 대신에 중화민국의 국기, 국가 사용을 허용하는 조건으로 대만 선수단의 대회 참가를 허용하겠다는 입장으로 선회했지만 대만은 캐나다 정부의 제안을 거절하면서 대회 참가를 사실상 포기하였다. 한편 엘살바도르, 자이르(현 콩고 민주 공화국)는 재정 문제를 이유로 불참했다.
| - 아프가니스탄 - 알바니아 - 알제리 - 베냉 - 버마 - 카메룬 - 중앙아프리카 공화국 - 차드 - 콩고 - 이집트 - 엘살바도르 - 에티오피아 - 가봉 | - 감비아 - 가나 - 가이아나 - 이라크 - 케냐 - 레소토 - 리비아 - 마다가스카르 - 말라위 - 말리 - 모로코 - 니제르 - 나이지리아 | - 중화민국 - 소말리아 - 스리랑카 - 수단 - 스와질란드 - 시리아 - 탄자니아 - 토고 - 튀니지 - 우간다 - 오트볼타 - 자이르 - 잠비아 |

이탤릭체로 표기된 나라들은 개막식에 참석했다가 보이콧에 동참한 나라들, 대회 초반에만 잠깐 참가했다가 보이콧에 동참한 나라들을 가리킨다.

## 종목
- 근대5종
- 농구
- 다이빙
- 레슬링
- 배구
- 복싱
- 사격
- 사이클
- 수구
- 수영
- 승마
- 양궁
- 역도
- 요트
- 유도
- 육상
- 조정
- 체조
- 축구
- 카누
- 펜싱
- 하키
- 핸드볼

## 메달 집계
주최국 (캐나다)
| 순위 | 국가           | 금메달 | 은메달 | 동메달 | 합계 |
| ---- | -------------- | ------ | ------ | ------ | ---- |
| 1    | 소련 (URS)     | 49     | 41     | 35     | 125  |
| 2    | 동독 (GDR)     | 40     | 25     | 25     | 90   |
| 3    | 미국 (USA)     | 34     | 35     | 25     | 94   |
| 4    | 서독 (FRG)     | 10     | 12     | 17     | 39   |
| 5    | 일본 (JPN)     | 9      | 6      | 10     | 25   |
| 6    | 폴란드 (POL)   | 7      | 6      | 13     | 26   |
| 7    | 불가리아 (BUL) | 6      | 9      | 7      | 22   |
| 8    | 쿠바 (CUB)     | 6      | 4      | 3      | 13   |
| 9    | 루마니아 (ROU) | 4      | 9      | 14     | 27   |
| 10   | 헝가리 (HUN)   | 4      | 5      | 13     | 22   |
|      |                |        |        |        |      |
| 27   | 캐나다 (CAN)   |        | 5      | 6      | 11   |

## 대회 이모저모
- 뮌헨 올림픽 참사의 영향으로 경계가 강화되었고, 이로 인해 안보 비용이 늘어나 개최 비용이 상승하였다. 결국 이 대회는 사상 최악의 적자를 기록하였으며, 몬트리올 시의 재정은 거의 디폴트 상태에 이르고 말았다.

- 대회 경비 조달 문제로 대회 개막일까지 주 경기장이 완공되지 못할 뻔했다.

- 이 대회에서 영국의 엘리자베스 2세 여왕이 개회 선언을 하였다. 이는 엘리자베스 2세 여왕이 영국과 캐나다가 속한 영국 연방 왕국의 군주였기 때문이다.

- 개회 선언 후 팡파르가 울려퍼지자, 올림픽 찬가가 울려퍼지며 연주를 하다가, 잠시 멈추고 캐나다 국립합창단이 그리스어로 번역해서 올림픽 찬가가 부르기 시작하고 대회기가 게양된 다음에 대회기 게양을 끝난 채 올림픽 찬가 합창이 종결하였다.

- 캐나다는 은메달 5개와 동메달 6개를 얻는 데 그쳐 하계 올림픽 역사상 금메달을 따지 못한 첫 개최국이 되었다. 동계 올림픽에서는 1928년 생모리츠 대회에서 개최국 스위스가 금메달을 따지 못했었다. 캐나다는 1988년 동계 올림픽에서도 개최국으로서 금메달을 따지 못했고, 밴쿠버에서 개최한 2010년 동계 올림픽에서 비로소 금메달을 따냈다.

- 올림픽 성화가 그리스 아테네에서 개최지로 전자적으로 전달된 대회였다. 아테네에서 실제 불꽃에서 전자 펄스를 이용해 오타와에 채화하였고 이 성화는 몬트리올로 주자에 의해 옮겨졌다. 개최 도중 성화가 비바람에 꺼지는 사건이 발생하였는데 관리자가 담배 라이터로 다시 불을 붙었으나 조직위원회는 다시 이 성화를 끄고 보관해 두었던 예비 성화로 다시 점화하였다.

- 루마니아의 14세 체조 선수인 나디아 코마네치가 7개의 10점 만점 연기를 펼치면서 3관왕에 올랐으며, 소련의 체조 선수인 넬리 킴도 3관왕에 올랐다.

- 소련의 빅토르 사네예프가 세단뛰기에서, 이탈리아의 클라우스 디비아시가 플랫폼 다이빙에서 3연패를 달성했다.

- 자신의 피를 뽑아 근력을 강화시키는 훈련법으로 유명한 라세 비렌은 지난 대회에 이어 5000m, 10000m를 석권했다.

- 카리브해의 섬나라들인 트리니다드 토바고, 자메이카, 쿠바가 남자 단거리 육상의 우승을 휩쓸었다.

- 슈거 레이 레너드와 리언 스핑크스, 마이클 스핑크스 형제 같은 프로 권투 선수들이 모두 이 대회의 금메달리스트들이었다.

- 여자 경기에 농구, 핸드볼, 조정이 추가되었다.

- 영국의 앤 공주가 영국 승마의 여자 선수로 참가하였다. 앤 공주는 출전 선수 중 성별감정을 받지 않은 유일한 선수였다.

- 인구 2000만명이 안되는 작은 나라인 동독이 미국보다 더 많은 40개의 금메달을 획득하였다.

- 10,000m 달리기에서는 아이티 공화국의 올레무스 찰스가 42분을 기록해 (평균 기록은 28분이었다) 사상 최장시간을 기록하였다. 결승선에 들어설 때 다른 선수들은 이미 옷을 갈아입은 상태였다고 한다.

- 일본 전 총리인 아소 다로가 당시 클레이 사격 종목에 출전하여 41위의 성적을 거두었다.

- 독일 출신의 펜싱 선수 토마스 바흐(현 IOC 위원장)가 펜싱 남자 플뢰레 단체전에서 금메달을 땄다.

- 대한민국 레슬링 국가대표 양정모 선수가 대한민국 정부수립 후 처음으로 금메달리스트가 되었으며, 또한, 여자 배구 대표팀은 최초의 구기종목 첫 메달리스트이자 여성 메달리스트가 되었다.

- 펜싱 경기에 출전한 소련의 한 선수가 상대방을 찌르지 못해도 찌른 것처럼 보이도록 장비를 조작했는데, 너무 심하게 조작한 나머지 그 선수의 칼이 상대방에게 가까이 가기도 전에 불이 들어왔다. 수상하게 여긴 심판들은 이 경기를 다시 조사하기 시작했고, 결국 그 선수의 조작이 들통나고야 말았으며, 그 선수는 올림픽이 끝나기도 전에 소련으로 추방당했다.